# Hilda Geiringer
Hilda Geiringer von Mises, zuvor Hilda Pollaczek und Hilda Polatschek (publizierte als Hilda Pollaczek, Hilda Geiringer oder Hilda Pollaczek-Geiringer) verheiratete von Mises; (* 28. September 1893 in Wien, Österreich-Ungarn; †  22. März 1973 in Santa Barbara (Kalifornien)) war eine österreichisch-US-amerikanische Mathematikerin und erste Privatdozentin in Deutschland für angewandte Mathematik. Ihre Forschungsschwerpunkte lagen u. a. auf den Gebieten der Elastizitätstheorie und Statistik und in der Anwendung und Weiterentwicklung statistischer Methoden in der Genetik.

## Leben
Hilda Geiringer stammt aus der Familie des ungarischen Textilfabrikanten Ludwig Geiringer und seiner Ehefrau Martha geborene Wertheimer. Ihre Geschwister waren der später promovierte Ernst Geiringer, der spätere Ingenieur Peter Geiringer und der spätere Musikwissenschaftler Karl Geiringer (1899–1989). Vor dem Ersten Weltkrieg war sie in der Jugendbewegung aktiv, z. B. im pädagogischen Experiment des „Kindergarten Baumgarten“. Sie studierte Mathematik an der Universität Wien, wo sie 1917 bei Wilhelm Wirtinger über Fourierreihen in zwei Variablen promovierte.
Danach arbeitete sie 1918/19 in der Redaktion des „Jahrbuchs der Fortschritte der Mathematik“ unter Leon Lichtenstein, kehrte 1919 kurz nach Wien zurück um als Lehrerin und Volkshochschullehrerin zu arbeiten und ging 1921 als Assistentin am Institut für angewandte Mathematik zu Richard von Mises nach Berlin. Dort heiratete sie 1921 den Statistiker Felix Pollaczek, der wie sie aus Wien stammte und in Berlin bei Issai Schur promoviert hatte. Die Ehe endete 1925 (Scheidung 1932), und Hilda Geiringer zog die gemeinsame Tochter Magda (geboren 1922) allein auf. Als Assistentin von Mises arbeitete sie auf dem Gebiet der Statistik und der Plastizitätstheorie. 1928 habilitierte sie sich in Berlin und wurde Privatdozentin und Oberassistentin. Sie war in der Redaktion der von Mises begründeten Zeitschrift für Angewandte Mathematik und Mechanik. Mit der Machtübernahme der Nationalsozialisten 1933 endeten ihre Hoffnungen auf eine schon in Aussicht gestellte außerordentliche Professur. Als Jüdin wurde sie 1933 aus der Universität entlassen und folgte (nach kurzer Zeit am Institut für Mechanik in Brüssel) schließlich Richard von Mises 1934 nach Istanbul, wo dieser ein neues Mathematik-Institut aufbaute, an dem sie Professorin war (anfangs unterrichtete sie in Französisch, später in Türkisch). Schließlich zogen beide weiter in die USA, zum Teil da ihnen die politische Situation in der Türkei zu unsicher war (Kemal Atatürk war 1938 gestorben). Zuerst ging von Mises, Hilda Geiringer folgte 1939, nachdem ihre Anstellung in der Türkei nicht verlängert worden war. Hilda Geiringer unterrichtete zunächst am Bryn Mawr College. 1942, während sie geheime Arbeiten für die US-Regierung durchführte, hielt sie an der Brown University Vorlesungen über Geometrie der Mechanik, deren Mitschriften weite Verbreitung fanden. 1943 heiratete sie von Mises und wurde Professorin am Wheaton College in Norton (Massachusetts), um näher bei Mises an der Harvard University zu sein. 1953 gab sie nach dem Tod von Mises dessen Gesammelte Werke heraus (als Research Fellow in Harvard) und sein nachgelassenes „Mathematical theory of probability and statistics“ (1964) und seine „Mathematical theory of compressible fluid flow“ (1958). 1959 zog sie sich aus dem Lehrbetrieb am Wheaton College zurück, nachdem sie 1956 an der Freien Universität Berlin zum außerordentlichen Professor emeritus bei vollem Ruhestandsgehalt ernannt worden war. 1951/52 begleitete sie Richard von Mises auf einer Europareise und hielt wie er Vorträge unter anderem in Wien und Istanbul (Internationaler Kongress für Angewandte Mechanik).
1930 entwickelte sie die „Geiringer-Gleichungen“ für ebene plastische Deformation. 1958 erschien im „Handbuch der Physik“ (Hrsg. Siegfried Flügge) ihr Überblicksartikel über Plastizitätstheorie mit Alfred M. Freudenthal („The mathematical theory of the inelastic continuum“). Sie befasste sich auch mit Genetik. Insgesamt veröffentlichte sie rund 80 wissenschaftliche Arbeiten.
Geiringer war Mitglied der American Academy of Arts and Sciences (1955). 1960 erhielt sie die Ehrendoktorwürde des Wheaton College. 1967 veranstaltete die Universität Wien zu ihrem 50-jährigen Doktor-Jubiläum (Goldene Promotion) eine Feier. Im Jahr 2016 wurde in Wien-Favoriten (10. Bezirk) die Hilda-Geiringer-Gasse nach ihr benannt. Ebenso 2017 in Berlin-Moabit der Hilda-Geiringer-Weg am Humboldthafen.

## Veröffentlichungen (Auswahl)
- Die nichteuklidschen Geometrien und das Raumproblem. Naturwissenschaften 6(45), 635–641; 653–658, 1918
- Die Gedankenwelt der Mathematik. Verlag der Arbeitsgemeinschaft, Berlin/Frankfurt am Main 1922.
- On a limit theorem leading to a compound Poisson distribution. In: Mathematische Zeitschrift. Band 72, 1960 (uni-goettingen.de).
- Beitrag zu den Fundamentalsätzen der Wahrscheinlichkeitsrechnung. In: Mathematische Zeitschrift. Band 24, 1926 (uni-goettingen.de).
- Über eine Randwertaufgabe der Theorie gewöhnlicher linearer Differentialgleichungen zweiter Ordnung. In: Mathematische Zeitschrift. Band 12, 1922 (uni-goettingen.de).